# Molamboz
Molamboz ist eine Gemeinde im französischen Département Jura in der Région Bourgogne-Franche-Comté. Sie gehört zum Arrondissement Dole und zum Kanton Arbois. 
Die Nachbargemeinden sind Ounans im Norden, Vadans im Osten, Mathenay im Süden und La Ferté im Westen.

## Weblinks

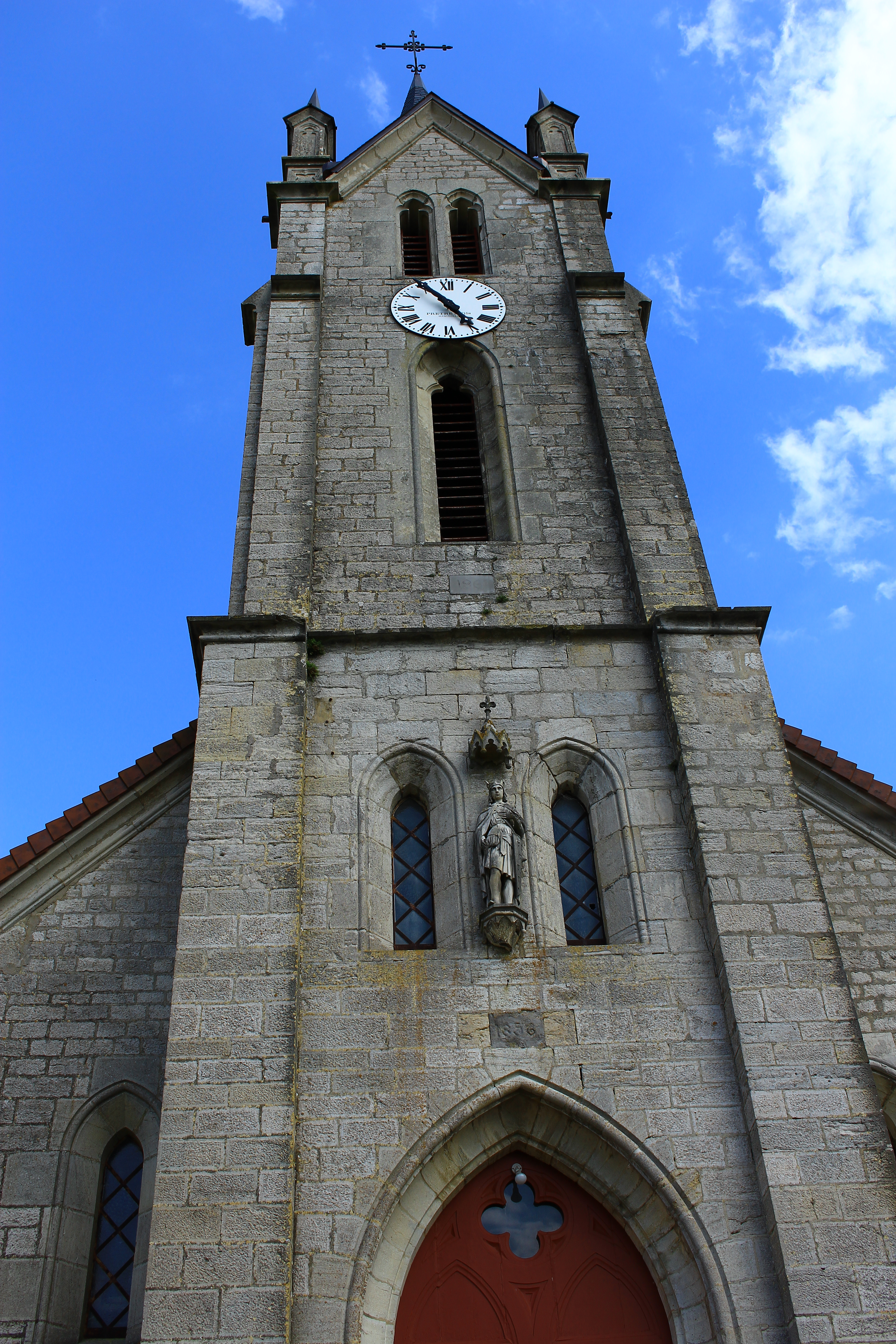
Kirche Saint-Antoine-et-Saint-Éloi

## Bevölkerungsentwicklung
| Jahr                       | 1962 | 1968 | 1975 | 1982 | 1990 | 1999 | 2008 | 2008 |
| -------------------------- | ---- | ---- | ---- | ---- | ---- | ---- | ---- | ---- |
| Einwohner                  | 125  | 107  | 96   | 93   | 107  | 84   | 96   | 90   |
| Quellen: Cassini und INSEE |      |      |      |      |      |      |      |      |